# Blahalouisiana
A Blahalouisiana egy székesfehérvári magyar beat-rock/pop-soul zenekar. A zenekar diszkográfiája öt stúdióalbumból, három középlemezből, számos kislemezből és videóklipből áll. A zenekar legutóbbi nagylemeze a Sötét villám, melyet a Gold Record adott ki 2024. április 12-én.

## Története

### Megalakulás, első sikerek (2012–2013)
A Blahalouisiana 2011 őszén alakult, az első koncertre 2012 nyarán került sor (Jancsó Gábor basszusgitáros az utóbbi időponttól tekinti a zenekart "hivatalosnak"). Első daluk, a The Wanderer (Donna Summer-feldolgozás) három héten keresztül őrizte helyét az MR2 top 30-as listájának dobogóján. A zenekar fellépett az MR2 Akusztik című műsorában, a VOLT Fesztiválon és szerepelt már többek között a 30Y, a Magashegyi Underground, a We Are Rockstars, a Bermuda, a Hangmás, a NEO, az Intim Torna Illegál, a Heaven Street Seven és az Akkezdet Phiai társaságában. A Schram Dávid producerkedése alatt megjelent első középlemez, a Tales of Blahalouisiana szerepelt a Recorder blog 2013-as kedvencei között, valamint a Lángoló Gitárok válogatásában is. A középlemezről a My Baby Wants to Leave this City is napi rotációba került az MR2-n.
2013 decemberében a Blahalouisiana telt házas koncerten bizonyíthatott a PeCsában a Morcheeba előzenekaraként. Az 1960-as évek és a modern amerikai dalszerzők által inspirált blues-os, country-s elemeket alkalmazó rockzenekar első klipje 2013 telén jelent meg a Tonight I'll Dress in Blue című számhoz, Horváth Viktor rendezésében. A videó rotációba került a ‘1 Music Channel’-en, kritikai elismerést kapott a Recorder blogon, a Lángoló Gitárokon, valamint bekerült a Phenomenon.hu 2013-as kedvencei közé. A videóklip a középdöntőig jutott az Index ‘A Szám 2014’ dalversenyében.

### A Nagy-Szín-Pad és debütáló nagylemez (2014–2016)
A zenekar 2014-ben jelentkezett, és be is jutott a Nagy-Szín-Pad versenyére, ahol olyan előadókkal versengtek a győzelemért, mint az Ivan & The Parazol, a Cloud 9+, és a Halott Pénz. Az év végén kiadták Without me című kislemezüket, amin három dal kapott helyet.
2015-ben bejárták a legnagyobb nyári fesztiválokat, és két új szerzeményt adtak ki, melyekhez videókat is készítettek. Év elején jelent meg az Ahol összeér, év végén pedig a magyar 1960-as évek beat korszakát megidéző hangzású Máshol várnak.
2016 áprilisában jelent meg debütáló nagylemezük, a Blahalouisiana.

### Sötét villám (2024–)
A Sötét villám a magyar Blahalouisiana zenekar ötödik stúdióalbuma, amely 2024-ben jelent meg a Gold Record kiadó gondozásában. Az album új zenei irányvonalat képvisel a zenekar életében, sötétebb, introspektívebb hangzással, miközben megőrizte a csapatra jellemző pop-rock és soul elemeket.
A Sötét villám munkálatai 2023 végén kezdődtek meg, a Hozzánk idomult éjjel az ég turnéját követően. A zenekar tagjai több hónapot töltöttek stúdióban, ahol az új anyagon dolgoztak, elsősorban Budapest és Balaton környéki helyszíneken. A dalok szövegvilága a modern városi élet kihívásait, belső vívódásokat, valamint a szerelem és veszteség tematikáját dolgozza fel.
A lemezt a kritikusok kedvezően fogadták. Kiemelték a letisztult hangszerelést, a sötétebb tónusú dalszövegeket és Schoblocher Barbara énekhangjának érzelmi mélységét. A Szeressetek és a Budapesten című dalokat különösen dicsérték zeneisége és líraisága miatt.
A Sötét villám az első héten felkerült a MAHASZ albumlistájának élmezőnyébe, és több hazai zenei blog is az év egyik legerősebb magyar kiadványaként említette.

## Tagjai
Jelenlegi tagok
- Schoblocher Barbara – vokál (2012–napjainkig)
- Jancsó Gábor – basszusgitár (2012–napjainkig)
- Mózner László – ritmusgitár (2012–napjainkig)
- Szajkó András – szólógitár (2012–napjainkig)
- Juhász Ádám – dobok (2012–napjainkig)
- Pénzes Máté – billentyűk (2013–2014, 2016–napjainkig)

Korábbi tagok
- Novai Gábor – billentyűk (2014–2016)[6]

## Diszkográfia

### Stúdióalbumok
| Év   | Cím                                  | Kiadó       |
| ---- | ------------------------------------ | ----------- |
| 2016 | Blahalouisiana                       | Gold Record |
| 2017 | Alagutak, fények, nagymamád jegenyéi | Gold Record |
| 2019 | Minden rendben                       | Gold Record |
| 2022 | Hozzánk idomult éjjel az ég          | Gold Record |
| 2024 | Sötét villám                         | Gold Record |

### Középlemezek
| Év   | Cím                     | Kiadó       |
| ---- | ----------------------- | ----------- |
| 2013 | Tales of Blahalouisiana | Gold Record |
| 2014 | Magamban még            | Gold Record |
| 2023 | Live at Pusztazámor     | Gold Record |

### Kislemezek
| Év   | Cím                                        | Kiadó       | Album                                |
| ---- | ------------------------------------------ | ----------- | ------------------------------------ |
| 2014 | Az első reggelen                           | Gold Record | Blahalouisiana                       |
| 2014 | Moving on                                  | Gold Record | –                                    |
| 2014 | Magamban még                               | Gold Record | Blahalouisiana                       |
| 2015 | Ahol összeér                               | Gold Record | Blahalouisiana                       |
| 2015 | Máshol várnak                              | Gold Record | Blahalouisiana                       |
| 2016 | Túl távol, elég közel                      | Gold Record | Alagutak, fények, nagymamád jegenyéi |
| 2016 | Szólj rám, ha hangosan énekelek            | Gold Record | –                                    |
| 2017 | Ha élni felejtek                           | Gold Record | Alagutak, fények, nagymamád jegenyéi |
| 2017 | Egyetlen magányom                          | Gold Record | Alagutak, fények, nagymamád jegenyéi |
| 2018 | Nem vagyok egyedül                         | Gold Record | Minden rendben                       |
| 2018 | Nekem az nem elég                          | Gold Record | Minden rendben                       |
| 2019 | Testemnek, ha engedem                      | Gold Record | Minden rendben                       |
| 2020 | Éjjel a főutcán                            | Gold Record | –                                    |
| 2021 | Ne engedj még el                           | Gold Record | Hozzánk idomult éjjel az ég          |
| 2021 | Ott van a nap                              | Gold Record | Hozzánk idomult éjjel az ég          |
| 2021 | Nem ereszt                                 | Gold Record | Hozzánk idomult éjjel az ég          |
| 2021 | Szívemet kitépted                          | Gold Record | Hozzánk idomult éjjel az ég          |
| 2021 | Lábnyomunk a hóban                         | Gold Record | ?                                    |
| 2022 | Éllek túl                                  | Gold Record | Sötét villám                         |
| 2023 | Kedvenc rögeszmém                          | Gold Record | Sötét villám                         |
| 2023 | Szeressetek                                | Gold Record | Sötét villám                         |
| 2023 | Nem hittek Lennonnak                       | Gold Record | Sötét villám                         |
| 2024 | Egy popzenész nyara                        | Gold Record | Sötét villám                         |
| 2024 | Levegőnek ha nézel                         | Gold Record | Sötét villám                         |
| 2024 | Még egyszer (Kispál és a Borz-feldolgozás) | Gold Record | ?                                    |
| 2025 | AMORE (de nem veled)                       | Gold Record | ?                                    |
| 2025 | Gyönyörű rendetlenség                      | Gold Record | ?                                    |
| 2025 | veszélyes utcák                            | Gold Record | ?                                    |
| 2025 | Az a szerelem                              | Gold Record | ?                                    |

### Videóklipek
| #  | Év   | Dal                                                        | Stúdióalbum                                          | Rendező                          |
| -- | ---- | ---------------------------------------------------------- | ---------------------------------------------------- | -------------------------------- |
| 1  | 2013 | Tonight I'll Dress in Blue                                 | Tales of Blahalouisiana                              | Horváth Viktor                   |
| 2  | 2015 | Ahol összeér                                               | Blahalouisiana                                       | Horváth Viktor                   |
| 3  | 2015 | Without Me                                                 | Magamban még (EP)                                    | Sébastien Praznoczy              |
| 4  | 2015 | Máshol várnak                                              | Blahalouisiana                                       | Rónai Domonkos                   |
| 5  | 2016 | Deeper (I'm Going Deeper)                                  | Blahalouisiana                                       | ?                                |
| 6  | 2016 | Túl távol, elég közel                                      | Alagutak, fények, nagymamád jegenyéi                 | Damokos Attila                   |
| 7  | 2017 | Ha élni felejtek                                           | Alagutak, fények, nagymamád jegenyéi                 | Rónai Domonkos                   |
| 8  | 2017 | Egyetlen magányom                                          | Alagutak, fények, nagymamád jegenyéi                 | Bátori Gábor Jim                 |
| 9  | 2018 | Nem vagyok egyedül                                         | Minden rendben                                       | Halász Glória                    |
| 10 | 2018 | Nekem az nem elég                                          | Minden rendben                                       | Blahalouisiana                   |
| 11 | 2019 | Testemnek ha engedem                                       | Minden rendben                                       | Karsai Kata, Erdész Tamás        |
| 12 | 2019 | Pont ilyen házra                                           | Minden rendben                                       | Karsai Kata, Erdész Tamás        |
| 13 | 2020 | Éjjel a főutcán                                            | –                                                    | Szimler Bálint                   |
| 14 | 2020 | Let Them Slide Away                                        | Minden rendben                                       | Juhász Ádám, Schoblocher Barbara |
| 15 | 2021 | Ne engedj még el                                           | Hozzánk idomult éjjel az ég                          | Juhász Ádám, Schoblocher Barbara |
| 16 | 2021 | Ott van a nap                                              | Hozzánk idomult éjjel az ég                          | Cineast kollektíva               |
| 16 | 2021 | Nem ereszt                                                 | Hozzánk idomult éjjel az ég                          | Erdész Tamás                     |
| 17 | 2021 | Lábnyomunk a hóban                                         | ?                                                    | "a mátrai hangulat"              |
| 18 | 2022 | Aki nincs még ébren                                        | Hozzánk idomult éjjel az ég                          | Szombath Máté                    |
| 19 | 2022 | Sokat bír                                                  | Hozzánk idomult éjjel az ég                          | Szombath Máté                    |
| 20 | 2022 | Éllek túl                                                  | Sötét villám                                         | ?                                |
| 21 | 2023 | Kedvenc rögeszmém                                          | Sötét villám                                         | Vadas Géza                       |
| 22 | 2023 | Ha itt maradsz (Live session)                              | Hozzánk idomult éjjel az ég Live at Pusztazámor (EP) | Vadas Géza                       |
| 23 | 2023 | Ugyanaz a tenger (Live session)                            | Hozzánk idomult éjjel az ég Live at Pusztazámor (EP) | Vadas Géza                       |
| 24 | 2023 | Give Me One (Live session)                                 | Hozzánk idomult éjjel az ég Live at Pusztazámor (EP) | Vadas Géza                       |
| 25 | 2023 | Megállítottad az időt (Live session)                       | Hozzánk idomult éjjel az ég Live at Pusztazámor (EP) | Vadas Géza                       |
| 26 | 2023 | Szeressetek                                                | Sötét villám                                         | Vadas Géza                       |
| 27 | 2023 | Nem hittek Lennonnak                                       | Sötét villám                                         | Vadas Géza                       |
| 28 | 2024 | Egy popzenész nyara                                        | Sötét villám                                         | Vadas Géza                       |
| 29 | 2024 | Levegőnek ha nézel                                         | Sötét villám                                         | Szombath Máté                    |
| 30 | 2024 | Nem volt úgy még                                           | Sötét villám                                         | Vadas Géza                       |
| 31 | 2024 | Unicum Live Session: Faliórák Levegőnek ha nézel Sokat bír | Sötét villám Hozzánk idomult éjjel az ég             | Vadas Géza                       |
| 32 | 2025 | AMORE (de nem veled)                                       | ?                                                    | Vadas Géza                       |
| 33 | 2025 | Gyönyörű rendetlenség                                      | ?                                                    | Vadas Géza                       |
| 34 | 2025 | veszélyes utcák                                            | ?                                                    | Vadas Géza                       |
| 35 | 2025 | Az a szerelem                                              | ?                                                    | Vadas Géza                       |

## Díjak, elismerések
- Artisjus-díj – Az év junior könnyűzenei alkotója (2019)[43]